# Canton d'Illzach
Le canton d'Illzach est une ancienne division administrative française jusqu'au 21 mars 2015, située dans le département du Haut-Rhin, en région Grand Est. Le canton d'Illzach faisait partie de la sixième circonscription du Haut-Rhin.

## Histoire
Il a été créé par le décret du 27 janvier 1982, en divisant le Canton de Habsheim.

## Composition
Le canton d'Illzach regroupait 11 communes :

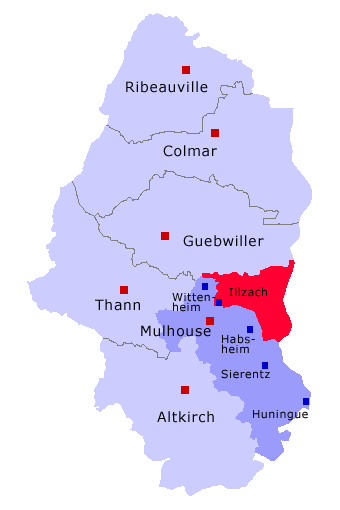
Représentation du canton d'Illzach au sein de l'arrondissement de Mulhouse et du département du Haut-Rhin tel qu'il existait jusqu'au 21 mars 2015.

- Baldersheim ;
- Bantzenheim ;
- Battenheim ;
- Chalampé ;
- Hombourg ;
- Illzach (chef-lieu) ;
- Niffer ;
- Ottmarsheim ;
- Petit-Landau ;
- Ruelisheim ;
- Sausheim.

## Administration
| Période | Période          | Identité           | Étiquette    | Qualité |
| ------- | ---------------- | ------------------ | ------------ | --- |
| 1982    | 2000 (démission) | Jean-Jacques Weber | UDF-CDS      | Journaliste Député (1988-2000) Maire de Sausheim (1983-2000) Ancien conseiller général du canton de Habsheim Président du Conseil Général (1988-1998) |
| 2000    | 2015             | Bernard Notter     | UDF puis DVD | Adjoint au maire de Sausheim |